# Okręg wyborczy Blyth Valley
Okręg wyborczy Blyth Valley powstał w 1950 r. i wysyła do brytyjskiej Izby Gmin jednego deputowanego. Okręg obejmuje okręg Blyth Valley, wraz z miastem Blyth, w hrabstwie Northumberland. Do 1983 r. okręg nosił nazwę Blyth.

## Deputowani do brytyjskiej Izby Gmin z okręgu Blyth Valley
- 1950–1960: Alfred Robens, Partia Pracy
- 1960–1974: Eddie Milne, Partia Pracy
- 1974–1987: John Ryman, Partia Pracy
- 1987–2019: Ronnie Campbell, Partia Pracy
- 2019-: Ian Levy: Partia Konserwatywna